# جيولا مولنار
جيولا مولنار (بالمجرية: Molnár Gyula)‏ هو مصارع رياضي مجري، ولد في 13 نوفمبر 1947 في بودابست في المجر.

## وصلات خارجية
- جيولا مولنار على موقع قاعدة بيانات المصارعة الدولية (الإنجليزية)
- جيولا مولنار على موقع أوليمبيديا (الإنجليزية)